# Lúcio Tário Rufo
Lúcio Tário Rufo (em latim: Lucius Tarius Rufus) foi um senador e general romano nomeado cônsul sufecto em 16 a.C. para substituir Públio Cornélio Cipião.

## História
Um homem novo de origens obscuras, provavelmente oriundo da Dalmácia, Tário Rufo era um marinheiro de profissão. Ele chamou a atenção para si pela primeira vez como um dos almirantes que lutaram por Otaviano na Batalha de Ácio em 31 a.C.. Sua frota se engajou com um esquadrão liderado por Caio Sósio antes da batalha, mas acabou sendo repelido por Sósio até que Marco Vipsânio Agripa chegou com reforços.
Tário Rufo foi depois nomeado legado imperial da Macedônia entre 18 e 16 a.C. e, durante o mandato, conseguiu expulsar uma invasão dos sármatas. É possível que tenha também conquistado os escordiscos nesta época. Como recompensa por suas vitórias militares, Augusto nomeou Tário cônsul sufecto quando teve que deixar Roma para ir à Gália. Durante seu mandato, Tário Rufo alterou as imagens e o texto das moedas romanas, ampliando consideravelmente o prestígio e a importância do princeps (Augusto).
Já um idoso senador, Tário Rufo foi nomeado "curator aquarum", um oficial responsável pelos aquedutos romanos, entre 23 e 24 d.C..
Um amigo tanto de Augusto quanto de Tibério, Tário Rufo conseguiu amealhar uma grande fortuna, que ele utilizou para comprar grandes quantidades de terras em Piceno. Apesar de lembrado por sua avareza, Tário Rufo teria gasto 100 milhões de sestércios nestas terras numa tentativa de melhorar sua posição social, mas seu herdeiro foi proibido de drecebê-las depois de sua morte. Este filho, de nome desconhecido, foi processado por Tário Rufo por parricídio. Ele próprio reuniu um concílio e convidou o imperador para participar. Depois que seu filho foi condenado e exilado para Massília, Augusto declarou que ele não receberia nenhuma herança ou doação de Tário Rufo.